# Il re dei bambini
Il re dei bambini (Háizi Wáng (孩子王)) è un racconto lungo dello scrittore cinese Acheng. L'opera è il terzo ed ultimo capitolo della Trilogia dei re.

## Titolo
L'espressione re dei bambini è il termine con cui vengono denominati gli insegnanti in Cina.

## Trama
La storia si svolge nel 1976. Il protagonista, chiamato "stecco" perché magro e debole di costituzione, si trova già da sette anni nella brigata di produzione dove svolge lavori manuali: "avevo imparato ad abbattere gli alberi, bruciare le stoppie, scavare le buche, selezionare le pianticelle, zappare il terreno, rivoltare le zolle, seminare il grano, nutrire i maiali, tagliare l'erba, fare i mattoni cotti al sole" (Theoria 1991, p. 7).
Da qui viene trasferito in un'altra area in qualità di insegnante. Dopo l'iniziale entusiasmo, Stecco comincia a nutrire dei dubbi sulle proprie capacità: "Ma che professore e professore. Ho paura di essermi dimenticato come si scrivono i caratteri, una volta laggiù dovrò cercare di non rendermi ridicolo" (Theoria 1991, p.11). 
La scuola è distante cinque chilometri: è un sentiero di montagna che Stecco percorre in un'ora, accompagnato da Lao Hei (suo compagno di stanza nella brigata). La classe degli studenti è sprovvista di libri.
Ancora inesperto ed impacciato di fronte alla prospettiva dell'insegnamento, Stecco si accorge con suo rammarico che i suoi alunni, sebbene giunti in terza media, conoscono ben poco dei caratteri cinesi e della scrittura in generale. Decide così di abbandonare le direttive e il programma scolastico per insegnare loro la composizione di brevi testi in prosa, di modo che sviluppino una nuova visione della loro vita quotidiana e non si limitino più a ricopiare i giornali del partito.
Durante questa esperienza come docente, tra gli alunni si distingue Wang Fu, uno studente modello disposto a ricopiare tutto il dizionario di lingua cinese - che non è riuscito a procurarsi - pur di poterne studiare i caratteri.
Quando il governo invia un proprio delegato per informare Stecco del suo allontanamento dalla scuola e del suo rinserimento nella sua brigata in montagna, il Narratore fa i bagagli e parte, decidendo, come suo ultimo gesto per i suoi studenti, di lasciare in regalo il dizionario che possiede a Wang Fu.

## Personaggi
- Il Narratore soprannominato "Stecco": giovane istruito e narratore della storia.
- Lao Hei: amico e compagno di brigata di Stecco.
- Lai Di: amica e compagna di brigata di Stecco. Il suo carattere intraprendente, ciarliero ed amichevole la rendono una giovane donna popolare ed ottimista. SI vanta spesso delle sue doti canore al punto che per esibire il proprio talento decide di comporre una canzone con Stecco. Quest'ultimo, impressionato dal risultato, decide poi di insegnare l'aria e il motivetto ai suoi studenti.
- Chen Lin, detto Lao Chen: soprintendente scolastico del villaggio. Il suo atteggiamento pragmatico e disilluso lo rendono di fatto un capo poco incline ad approvare i metodi educativi sperimentali di Stecco.
- Wang Fu: volenteroso alunno di Stecco.
- Wang Qitong: sordomuto che nonostante le eccezionali capacità fisiche non è risparmiato dalle crudeli prese in giro dei compagni di squadra. Per evitare al figlio un destino simile si impegna affinché egli studi e possa mantenersi a scuola.

## Edizioni
- Acheng, Il re dei bambini, traduzione di Maria RIta Masci, Milano, Bompiani, 2000,  p. 72, ISBN 978-88-452-4576-3.